# Les Hirsutes
 (juin 2025).

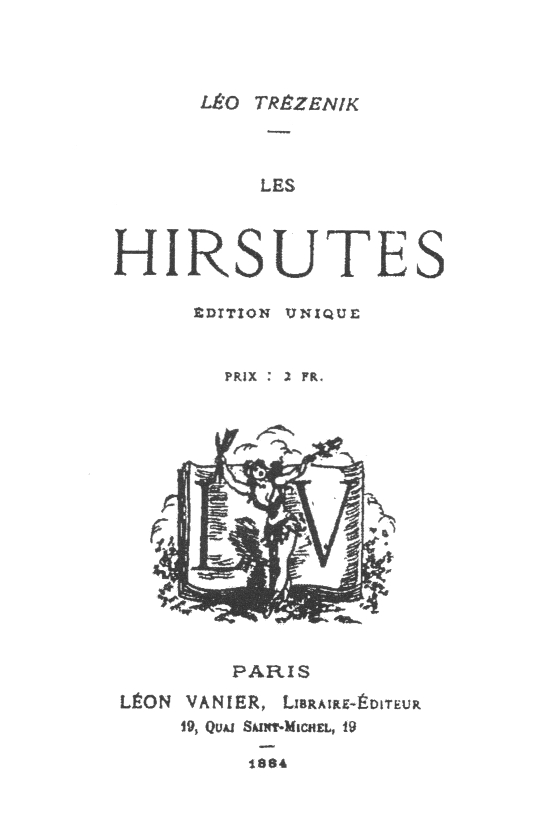
Les Hirsutes, de Léo Trézenik, 1884.

Les Hirsutes est un club littéraire parisien créé en septembre 1881 à la suite de la disparition du club des Hydropathes et poursuivant les mêmes buts.

## Orientation
En réaction au spleen de la fin du siècle et au mouvement des Décadents, Hydropathes, Hirsutes, Jemenfoutistes et d'autres, s'inscrivent dans un courant satirique et irrévérencieux Les Fumistes ou encore Les Incohérents, conduit par Arthur Sapeck et Alphonse Allais. Le critique d’art Théodore de Wyzewa s’indigne en ces termes : « La littérature (aujourd'hui) semble vouloir s’appeler, décidément, le Pessimisme. Elle nous donne des romans pessimistes, des drames pessimistes, des poèmes pessimistes, des œuvres de critique pessimistes ». Suivant les préceptes des Hydropathes, les Hirsutes veulent« Ne pas signifier, cesser de faire sens pour simplement vivre, faire de la poésie, boire et chanter en prenant pour cible la bourgeoisie ».

## Membres notables
- Maurice Petit, premier président
- Eugène Le Mouël, vice-président
- Emile Goudeau, second président
- Léon Maillard
- Léo Trézenik
- Ernest Monin